# Sillago indica
Sillago indica är en fiskart som beskrevs av Mckay, Dutt och Sujatha, 1985. Sillago indica ingår i släktet Sillago och familjen Sillaginidae. IUCN kategoriserar arten globalt som otillräckligt studerad. Inga underarter finns listade i Catalogue of Life.